# Brassavola nodosa
Brassavola nodosa là một loài lan nhỏ, xuất hiện ở Mexico, Venezuela và Peru.

## Hình ảnh

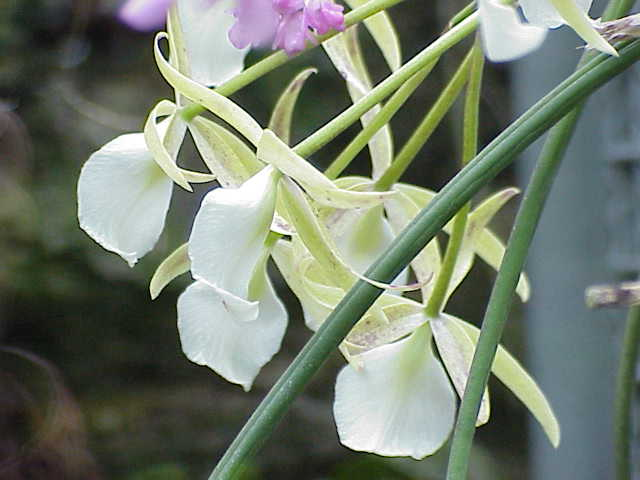
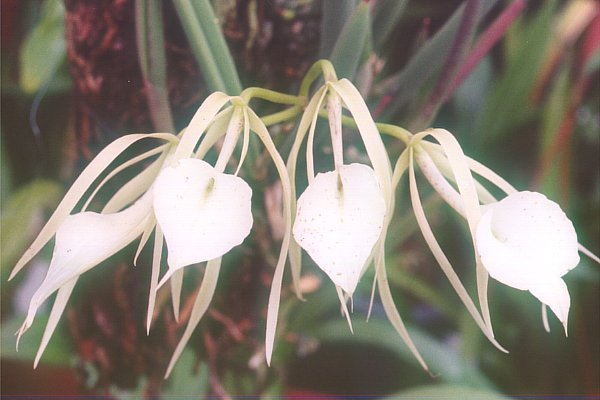
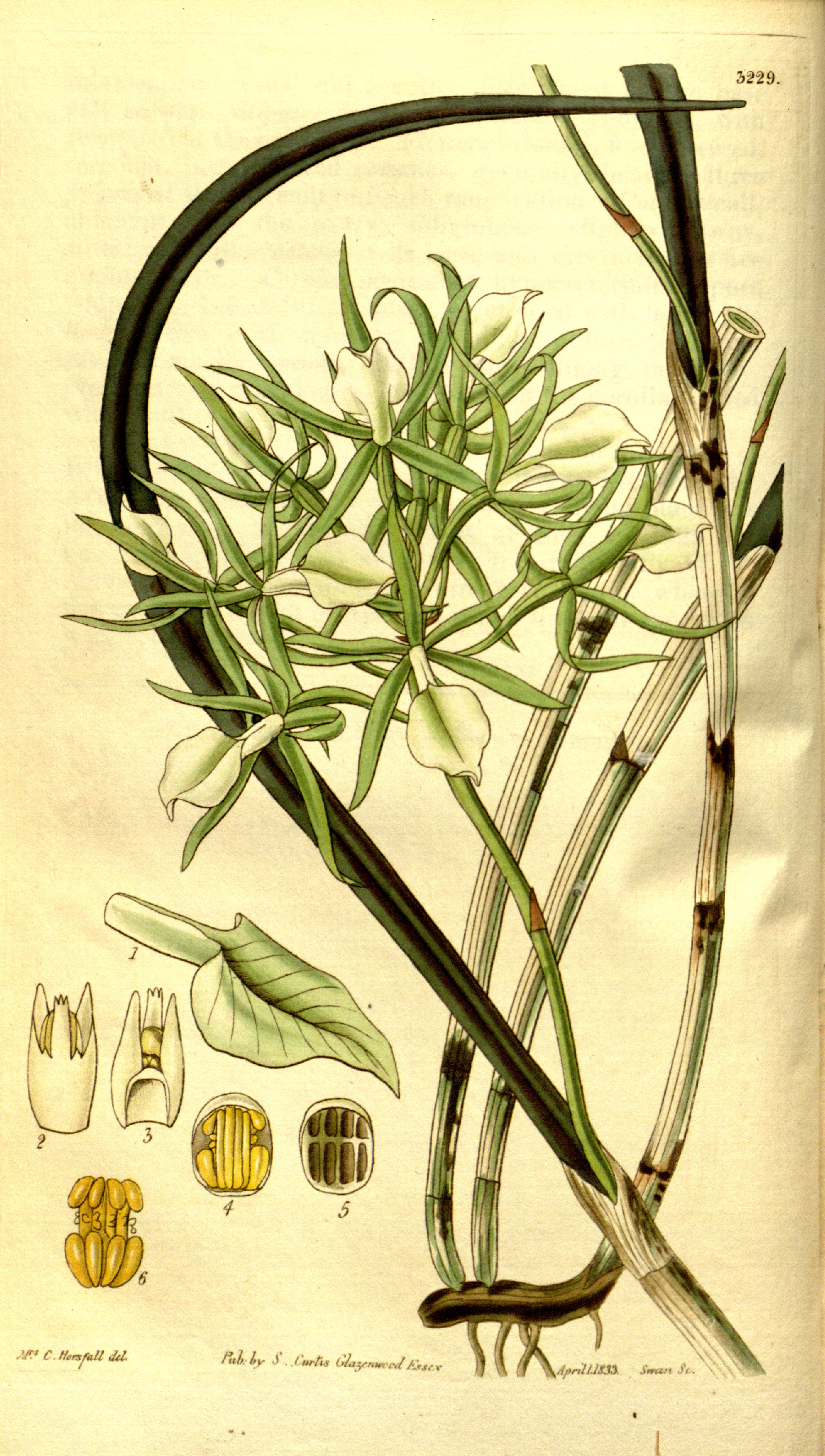
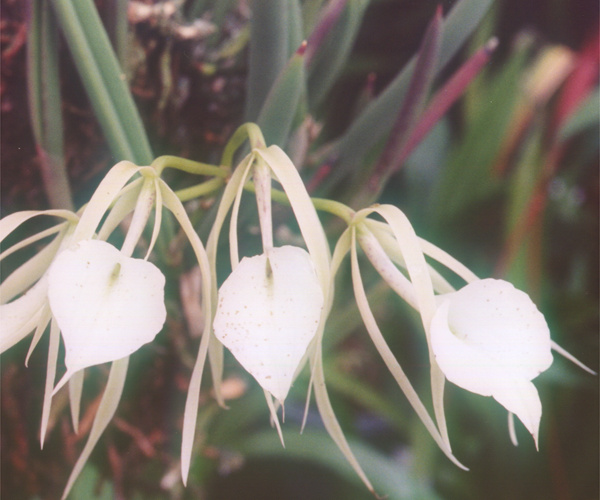